# Ruda Śląska
Ruda Śląska (alemán Ruda in Oberschlesien) es una ciudad de Polonia, en la provincia de Silesia, cerca de Katowice. Es un distrito de la Unión Metropolitana de Alta Silesia, un área metropolitana con una población de dos millones de personas. Está localizada junto al río Kłodnica, afluente de Oder.
La ciudad forma parte del voivodato de Silesia desde su formación en 1999.  Previamente, formó parte del voivodato de Katowice, y entre 1920 y 1939 estaba integrada en el Voivodato de Silesia. Ruda Śląska es una de las ciudades del área urbana de Área urbana de Silesia Superior y forma parte de la Unión Metropolitana de Alta Silesia. La ciudad tiene una población de 143.583 (junio de 2009).

## Personajes
- Günter Bialas, compositor
- Edmund Giemsa, futbolista
- Edward Olszówka, futbolista
- Marcin Baszczyński, futbolista
- Artur Sobiech, futbolista